# Fog Over Frisco
Fog Over Frisco, in Nederland bekend onder de titel Een kreet in de nacht, is een film uit 1934 onder regie van William Dieterle. De film is gebaseerd op het verhaal The Five Fragments van George Dyer en werd in 1942 opnieuw gemaakt met Craig Stevens en Irene Manning onder de titel Spy Ship.
De film kreeg een keuring van "18 jaar en ouder" met als toelichting: Echte gangster-film vol sensatie en misdaad. Bij de tweede filmkeuring op 2 april 1940 kreeg de film een keuring van "14 jaar en ouder".
De film was opmerkelijk, aangezien het op de straten van San Francisco werd opgenomen. Dit kwam niet eerder voor in deze tijd en werd pas vaker gedaan vanaf de jaren 70. Door de in die tijd moderne beelden van de stad wordt de film in het heden als historisch beschouwd.

## Verhaal
Arlene is een jongedame die omgaat met duistere types uit de onderwereld van de misdaad. Haar zuster is een socialist die daar levensstijl ziet als een onschuldige zoektocht naar adrenaline. Haar vader ziet dit echter als iets wat veel verder dan dat gaat. Wanneer ze ook betrokken raakt bij ontvoering en moord, ontstaan de problemen.

## Rolverdeling
| Acteur           | Personage                |
| ---------------- | ------------------------ |
| Bette Davis      | Arlene Bradford          |
| Donald Woods     | Tony Sterling            |
| Margaret Lindsay | Valkyr 'Val' Bradford    |
| Lyle Talbot      | Spencer 'Spence' Carlton |
| Arthur Byron     | Everett Bradford         |
| Hugh Herbert     | Izzy Wright              |
| Alan Hale        | Chief C.B. O'Malley      |